# Голуэй
Го́луэй (ирл. Gaillimh [ˈɡalʲɪvʲ] (Га́ливь), англ. Galway) — город в Ирландии, находится в графстве Голуэй (провинция Коннахт), административным центром которого является, а также порт на берегу залива Голуэй, в устье реки Корриб.
Население — 75,5 тысяч жителей (2011).
Возникший в XII веке, Голуэй получил статус города в 1484. На протяжении столетий был центром активной торговли с Францией и Испанией.
В городе находится отделение Ирландского национального университета.
Достопримечательности: церковь св. Николая (XIV век), которую в 1477 году посетил Христофор Колумб, замок Линх (XV век, ранее использовался как тюрьма), Испанская арка (XVI век). Городской музей; Центр Ирландского хрусталя, Голуэйский кафедральный собор.
Во второй половине июля в Голуэе проводится самый известный в Ирландии музыкальный фестиваль. Проводятся также фестивали театрального искусства и поэзии, а также устриц (особенно популярен последний). Проходят известные Голуэйские скачки. Ежегодно Голуэй притягивает большое число туристов.
В пригороде Кладда первоначально изготовили знаменитое Кольцо Кладда.

## История
Dún Bhun na Gaillimhe («Форт в устье Голуэя») был построен в 1124 году королём Коннахта, Турлофом О’Конором (1088—1156). Со временем вокруг форта выросло небольшое поселение. Во время вторжения норманнов в 1230-х годах, Голуэй был захвачен Ричардом Мор де Бургом, который возглавлял завоевателей. Постепенно династия де Бургов переняла ирландские язык и культуру.
По мере развития экономики города как важного торгового центра на западном побережье Ирландии, власть перешла в руки местного купечества. Для защиты от ирландских феодалов купцы пошли на сотрудничество с англичанами, благодаря которому в декабре 1484 года Голуэю английским королём был официально присвоен статус города.
Тесные связи с Англией и преобладание в городской элите семей норманнского происхождения привели к значительному отчуждению Голуэя от остальной Ирландии. Доступ ирландцев в город был ограничен. В средние века Голуэем правила олигархия из четырнадцати купеческих семей (12 норманнского происхождения и 2 ирландского). Город процветал за счёт международной торговли, в Средние века это был главный ирландский порт для торговли с Испанией и Францией. В 1477 году Христофор Колумб посетил Голуэй, останавлившись там в ходе своего путешествия в Исландию и на Фарерские острова.
В XVI и XVII веках Голуэй оставался по большей части лояльным к английской короне, даже во время гэльского возрождения, в первую очередь, по экономическим причинам. Тем не менее, к 1642 году город был в союзе с Ирландской католической конфедерацией во время Войны трех королевств. Во время английского завоевания Ирландии войска Кромвеля захватили город после девятимесячной осады. В конце XVI века город поддержал якобитов в Войне двух королей и был захвачен войсками Вильгельма III после очень короткой осады вскоре после битвы при Огриме в 1691 году. Торговые династии Голуэя были уничтожены, и, придя в ещё больший упадок во время Великого голода, город частично восстановил своё прежнее значение только в конце XX века.
В городе располагаются казармы Ренмор, которые служили штабом полка Коннахтских рейнджеров Британской армии, существовавшего в 1881—1922 годах.
В 1997 году в бухте Голуэя расположилась спасательная станция Королевского национального общества спасания на водах (англ. RNLI).

## Климат
Климат Голуэя — умеренно-морской, с характерными мягкими зимами, прохладным летом и отсутствием резких перепадов температур. Самые солнечные месяцы — июнь и июль.
| Показатель                    | Янв. | Фев. | Март | Апр. | Май  | Июнь | Июль | Авг. | Сен. | Окт. | Нояб. | Дек. | Год  |
| ----------------------------- | ---- | ---- | ---- | ---- | ---- | ---- | ---- | ---- | ---- | ---- | ----- | ---- | ---- |
| Средний суточный максимум, °C | 8,6  | 9,0  | 10,5 | 12,5 | 15,5 | 17,3 | 19,2 | 19,0 | 17,0 | 13,7 | 10,9  | 9,0  | 13,5 |
| Средняя температура, °C       | 5,9  | 6,2  | 7,6  | 9,0  | 11,2 | 13,9 | 15,9 | 15,7 | 13,7 | 10,8 | 8,1   | 6,3  | 10,4 |
| Средний суточный минимум, °C  | 3,2  | 3,3  | 4,7  | 5,5  | 8,0  | 10,6 | 12,6 | 12,5 | 10,4 | 7,9  | 5,3   | 3,6  | 7,3  |
| Норма осадков, мм             | 114  | 94   | 92   | 61   | 69   | 81   | 69   | 109  | 93   | 130  | 124   | 121  | 1156 |

## Экономика
После нескольких столетий упадка Голуэй последние два десятилетия переживает бурный экономический рост. Город имеет развитую диверсифицированную экономику, в основе которой лежат обрабатывающая промышленность, туризм и сфера услуг.
Большинство экономически активного населения (47 %) заняты в торговле либо в сфере услуг, примерно 17 % — в промышленности. В городе производятся медицинское оборудование, электроника, химикаты. Туризм так же имеет огромное значение для города, ежегодно Голуэй посещают свыше двух миллионов туристов, преимущественно из США и Западной Европы.
В городе проводятся сельскохозяйственные ярмарки.

## Спорт
Стадион «Голуэй Спортсграунд» вместимостью более 9 тысяч человек является домашней ареной для регбийного клуба «Коннахт».

## Демография
Население — 72 414 человек (по переписи 2006 года). В 2002 году население было 65 832 человек. При этом, население внутри городской черты (legal area) было 72 414, население пригородов (environs) — 315.
Данные переписи 2006 года:
| Общие демографические показатели |               |                               |                               |       |       |
| Всё население                    | Всё население | Изменения населения 2002—2006 | Изменения населения 2002—2006 | 2006  | 2006  |
| 2002                             | 2006          | чел.                          | %                             | муж.  | жен.  |
| 65 832                           | 72 414        | 6582                          | 10,0                          | 34848 | 37566 |

В нижеприводимых таблицах сумма всех ответов (столбец «сумма»), как правило, меньше общего населения населённого пункта (столбец «2006»).
| Религия (Тема 2 — 5 : Число людей по религиям, 2006) |             |                |             |            |        |        |
| Католики, чел.                                       | Католики, % | Другая религия | Без религии | не указано | сумма  | 2006   |
| 59 382                                               | 81,6        | 6 165          | 5 440       | 1 742      | 72 729 | 72 414 |

| Этно-расовый состав (Этничность. Тема 2 — 3 : Постоянное население по этническому или культурному происхождению, 2006) |            |              |       |        |        |            |        |        |
| Белые ирландцы | Лухт-шулта | Другие белые | Негры | Азиаты | Другие | Не указано | сумма  | 2006   |
| 55 333 | 1 188      | 7 803        | 1 999 | 1 233  | 1 167  | 1 398      | 70 121 | 72 414 |
| Доля от всех отвечавших на вопрос, %                                                                                   |            |              |       |        |        |            |        |        |
| 78,9 | 1,7        | 11,1         | 2,9   | 1,8    | 1,7    | 2,0        | 100    | 96,81  |

1 — доля отвечавших на вопрос о языке от всего населения.
| Владение ирландским языком (Тема 3 — 1 : Число людей от 3 лет и старше по способности говорить по-ирландски, 2006) |        |            |        |        |
| Владеете ли Вы ирландским языком?                                                                                  |        |            |        |        |
| Да | Нет    | Не указано | сумма  | 2006   |
| 31 312 | 36 808 | 1 975      | 70 095 | 72 414 |
| Доля от всех отвечавших на вопрос о языке, %                                                                       |        |            |        |        |
| 44,7 | 52,5   | 2,8        | 100    | 96,81  |

1 — доля отвечавших на вопрос о языке от всего населения.
| Использование ирландского языка (Тема 3 — 2 : Irish speakers aged 3 or over by frequency of speaking Irish, 2006) |                                                            |                                               |                                               |                                               |                                               |                                               |        |                                     |        |
| Как часто и где Вы говорите по-ирландски?                                                                         |                                                            |                                               |                                               |                                               |                                               |                                               |        |                                     |        |
| ежедневно, только в образовательных учреждениях                                                                   | ежедневно, как в образовательных учреждениях, так и вне их | в других местах (вне образовательной системы) | в других местах (вне образовательной системы) | в других местах (вне образовательной системы) | в других местах (вне образовательной системы) | в других местах (вне образовательной системы) | сумма  | всего, отвечавших на вопрос о языке | 2006   |
| ежедневно, только в образовательных учреждениях                                                                   | ежедневно, как в образовательных учреждениях, так и вне их | ежедневно                                     | каждую неделю                                 | реже                                          | никогда                                       | не указано                                    | сумма  | всего, отвечавших на вопрос о языке | 2006   |
| 5 740 | 403                                                        | 1 990                                         | 2 761                                         | 13 282                                        | 6 695                                         | 441                                           | 31 312 | 70 095                              | 72 414 |
| Доля от всех отвечавших на вопрос о языке, %                                                                      |                                                            |                                               |                                               |                                               |                                               |                                               |        |                                     |        |
| 8,2 | 0,6                                                        | 2,8                                           | 3,9                                           | 18,9                                          | 9,6                                           | 0,6                                           | 44,7   | 100                                 |        |

| Типы частных жилищ (Тема 6 — 1(a) : Число частных домовладений по типу размещения, 2006) |          |         |                 |            |        |        |
| Отдельный дом                                                                            | Квартира | Комната | Переносные дома | не указано | сумма  | 2006   |
| 19 219                                                                                   | 5 374    | 197     | 29              | 633        | 25 452 | 72 414 |

## Города-побратимы
- Чикаго (англ. Chicago), Иллинойс, США (1997)[8]
- Ольборг (Дания)
- Лорьян (Франция)